# Marco Polo (série télévisée, 2014)
Pour les articles homonymes, voir Marco Polo (homonymie).
Marco Polo est une série télévisée américaine d'aventures historique,, en 21 épisodes de 50 à 58 minutes sur la jeunesse de Marco Polo à la cour de Kubilai Khan, diffusée depuis le 12 décembre 2014 sur Netflix et au Canada sur Netflix Canada. La série est créée et écrite par John Fusco, et Lorenzo Richelmy interprète le rôle-titre. Elle est produite par The Weinstein Company.
Dans tous les pays francophones, la série est diffusée depuis le 12 décembre 2014 sur le service Netflix respectif à chaque pays.
Les auteurs se sont attachés à la reconstitution des costumes de cette époque, mais de nombreuses inexactitudes et entorses à la réalité historique sont relevées dans la série qui est davantage une série de fiction que d'histoire,.
Le 7 janvier 2015, la série a été renouvelée pour une deuxième saison qui est sortie le 1er juillet 2016. Elle a été annulée le 12 juillet 2016 par le diffuseur à cause de son budget.

## Synopsis
Marco Polo est amené par son père à la cour du grand Kubilai Khan qui a déjà conquis de nombreux pays d'Orient et l'ensemble de la Chine à l'exception du Sud, toujours dirigé par la dynastie Song. Marco pénètre alors dans un univers où dominent cupidité, trahison, intrigues sexuelles et rivalités, et doit faire preuve d'ingéniosité pour gagner la confiance du Khan et l'accompagner dans sa quête féroce pour régner sur le Sud de la Chine. Il apprend le Kung-fu auprès d'un maître des Monts Wudang.

## Distribution

### Acteurs principaux
- Lorenzo Richelmy (VFB : Maxime Donnay) : Marco Polo[5]
- Benedict Wong (VFB : Robert Guilmard) : Kubilai Khan[5]

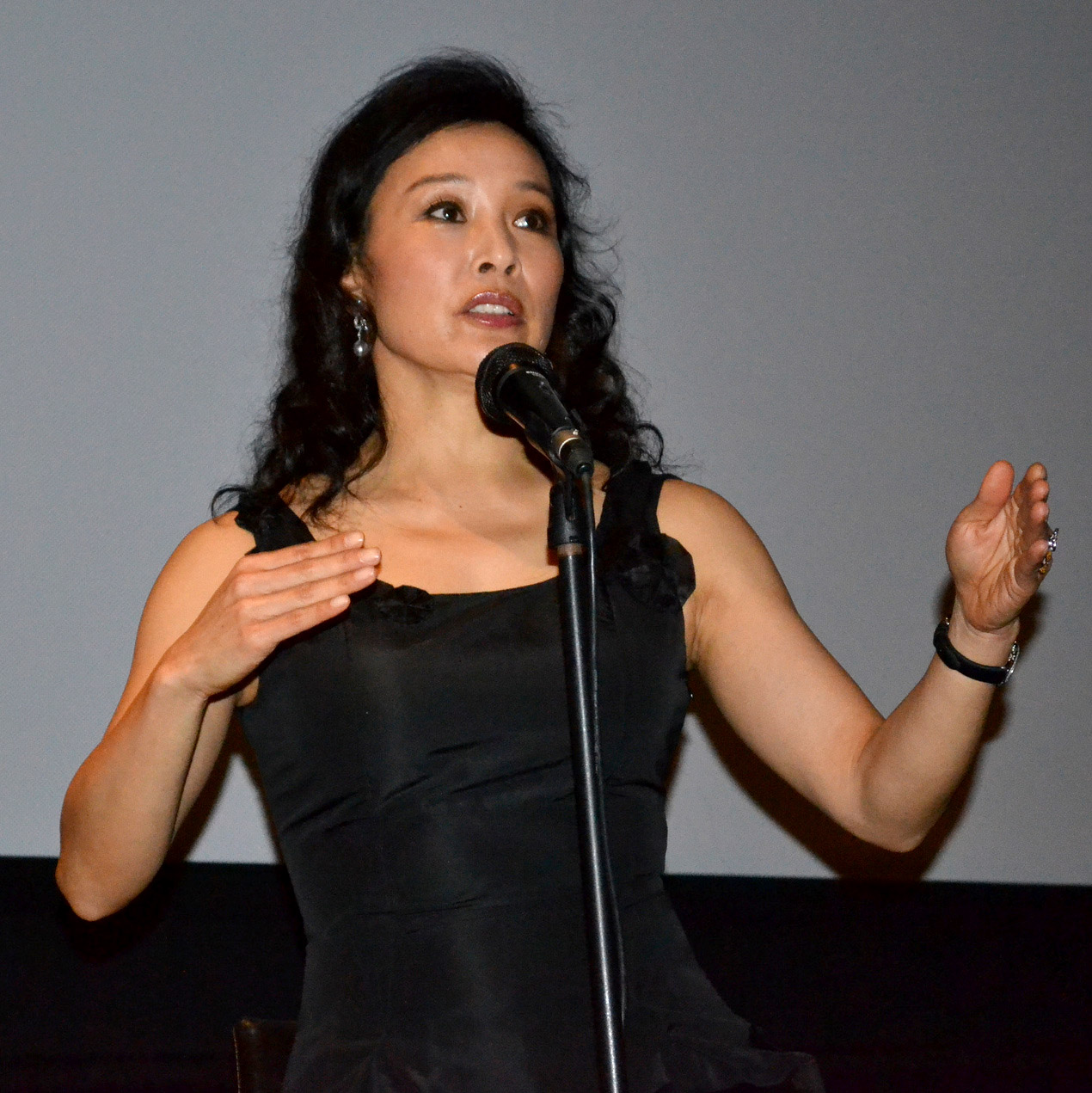
Joan Chen en 2012

- Joan Chen (VFB : Monia Douieb) : Impératrice Chabi, femme du Khan[9]
- Remy Hii (VFB : Nicolas Mathys) : Prince Jingim, héritier du Khan[5]
- Zhu Zhu (VFB : Sophie Landresse) : Kokachin, la princesse bleue (saisons 1 et 2)[5]
- Mahesh Jadu (VFB : Michelangelo Marchese) : Ahmad, ministre des Finances du Khan (saisons 1 et 2)
- Uli Latukefu (en) (VFB : Arnaud Crèvecœur) : Byamba, bâtard du Khan
- Olivia Cheng (en) (VFB : Myriem Akheddiou): Mei Lin, concubine de l'Empereur Song Lizong
- Tom Wu (VFB : Patrick Brüll) : Cent yeux, moine taoïste[5]
- Claudia Kim (VFB : Valérie Muzzi) : Khutulun, fille de Qaïdu (récurrente saison 1, principale saison 2)
- Rick Yune (VFB : Erwin Grünspan) : Kaidu, chef de la maison d'Ögödei, cousin du Khan (saisons 1 et 2)[5]
- Chin Han (VFB : Vincent Dussaiwoir) : Jia Sidao, chancelier des Empereurs Song Lizong et Duzong, et frère de Mei Lin (principal saison 1, invité saison 2)[10]
- Amr Waked (VFB : Mathieu Moreau) : Youssouf, vice-régent du Khan (saison 1)[11]
- Pierfrancesco Favino (VFB : Jean-Marc Delhausse) : Niccolò Polo, père de Marco
- Leonard Wu (VFB : Brieuc Lemaire) : Orus, fils de Qaïdu (saison 2)
- Ron Yuan (VFB : Laurent Bonnet) : Nayan, prince chrétien mongol, oncle du Khan (saison 2)
- Jacqueline Chan (VFB : Rosalia Cuevas) : Shabkana, mère de Qaïdu
- Michelle Yeoh (VFB : Colette Sodoyez) : Lotus
- Chris Pang (en) (VFB : Antoni Lo Presti) : Arban
- Gabriel Byrne (VFB : Daniel Nicodème) : Grégoire X (S2E04)

### Acteurs récurrents
- Jaime Chew[12] (VFB : Noa Lecot) : Ling Ling, fille de Mei Lin et de l'ancien empereur de la dynastie Song (saisons 1 et 2)
- Tan Kheng Hua (VFB : Manuela Servais) : Xie Daoqing, l'impératrice douairière de la Dynastie Song (saison 1)
- Lawrence Makoare (VFB : Claudio Dos Santos): Za Bing, protecteur de la princesse Kokachin (saison 1)
- Max Kellady : le jeune empereur Song Bing, fils de l'impératrice douairière et de l'ancien empereur de la dynastie Song (saisons 1 et 2)
- Shu An Oon (VFB : Prunelle Ruelens) : Jing Fei, amie de Mei Lin (saison 1)
- Esther Low : la princesse bleue, véritable princesse de la tribu mongole du Bayaut (saisons 1 et 2)
- Vanessa Vanderstraaten : Sorga (saison 1)
- Nicholas Bloodworth (VFB : Pierre Lognay) : Tulga, gardien de Kokachin (saison 1)
- Corrado Invernizzi (VFB : Michel Hinderyckx) : Maffeo Polo, oncle de Marco (saison 1)
- Amarsaikhan Baljinnyam (en) : Ariq Böke, frère du Khan (saison 1)
- Woon Young Park : Nima (saison 1)
- Byambadorj Altanhuyag : Général Qaban (saison 2)
- Thomas Chaanhing (VFB : Jean-Michel Vovk) : Gerel (S2E02, E03, E06)
- Tosh Zhang : Bai (S2E02, E05, E08)
- Jason Chong (VFB : Laurent Van Wetter) : Kasar (S2E05, E06, E10)
- Bayarsaikhan Baljinnyam : Bariyachi (saison 2)
- Laura Prats (VFB : Melissa Windal) : Shoreh (S2E06 & S2E07)
- Aaron Jackson (VFB : Gaëtan Wenders) : Maximus Dutti (S2E08 & S2E09)

- Version française
  - Société de doublage : Sonicfilm (Belgique)
  - Direction artistique : Marie-Line Landerwyn
  - Adaptation des dialogues : Françoise Ménébrode, Yannick Ladroyes, Julie Girardot, Nathalie Castellani, Dimitri Botkine, Hélène Grisvard & Maud Joskin

Source VFB : Doublage Série Database

### Musique
Les principaux musiciens sont :
- Thème du générique de début : Daniele Luppi (en)
- Superviseur musical : Jim Black
- Musique additionnelle (notamment générique de fin) : Altan Urag

## Épisodes

### Première saison (2014)
1. Le Voyageur (The Wayfarer) Pilot
2. Le Loup et le Cerf (The Wolf and the Deer)
3. La Fête (Feast)
4. Le Quatrième Pas (The Fourth Step)
5. Hashshashin (Hashshashin)
6. La Lune blanche (White Moon)
7. Le Parchemin (The Scholar's Pen)
8. La Représentation (Rendering)
9. Les Prisonniers (Prisoners)
10. Des Dieux et des Hommes (The Heavenly and Primal)

### Hors-saison (2015)
1. One Hundred Eyes

### Deuxième saison (2016)
Le 7 janvier 2015, Netflix annonce qu'il renouvelle la série pour une deuxième saison de dix épisodes. La saison est prévue pour le 1er juillet 2016.
1. La Loi du Grand Ciel Bleu (Hunter and the Sable Weaver)
2. Dilemme (Hug)
3. La Montagne Sacrée (Measure Against the Linchpin)
4. Que l'œuvre de Dieu s'accomplisse (Let God's Work Begin)
5. Une Berceuse (Lullaby)
6. Perfidie (Serpent's Terms)
7. La Grue Wudang (Lost Crane)
8. Les Croisés (Whitehorse)
9. Les Héritiers (Heirs)
10. La Confrérie (The Fellowship)

### Troisième saison annulée
Une troisième saison était initialement prévue par la production à la suite de la conclusion de la deuxième. Toutefois, les saisons étant trop chères par rapport à la rentabilité (la deuxième saison a perdu près de la moitié de son public), elle fut annulée.

## Production
La série a été à l'origine créée pour la chaîne Starz qui l'avait choisie en janvier 2012. Le tournage en Chine n'ayant pu aboutir, le projet est retourné à The Weinstein Company. La série a été choisie pour une saison de dix épisodes par Netflix, avec un coût de l'ordre de 90 millions de dollars,.
Le projet est officiellement annoncé par Netflix en janvier 2014. Joachim Rønning et Espen Sandberg sont les producteurs exécutifs et réalisent le pilote. Le tournage a lieu en Italie, au Kazakhstan et aux studios Pinewood (en) en Malaisie,.
Le cascadeur Ju Kun devait travailler sur le tournage avec le chorégraphe de combats Brett Chan, mais il disparut avec le vol 370 Malaysia Airlines dont il était passager.
Le 12 décembre 2016, Netflix annonce la fin de la production de la série pour des raisons budgétaires. Les responsables ont estimé que le retour sur investissement n'était pas au rendez-vous des sommes englouties,.

## Accueil par la critique
Marco Polo a été accueilli par des critiques mitigées à négatives. Sur Rotten Tomatoes la série porte une note, basée sur 27 critiques, de 30%, avec une note moyenne de 4,7/10. Le consensus critique du site écrit, « all-around disappointment, Marco Polo is less entertaining than a round of the game that shares its name » (traduction : « Déception générale, Marco Polo est moins amusant qu'une partie du jeu qui porte le même nom ». Sur Metacritic, l'émission à un score de 40 sur 100, également basé sur 21 articles de critiques, indiquant « critiques mitigées ».
Dans sa critique pour Entertainment Weekly, Jeff Jensen donne à la première saison une note B− mais note que « Vers le milieu du second épisode toutefois, Marco Polo devient de façon surprenante, regardable. La réalisation s'enhardit ». Dans le magazine People, Tom Gliatto fait l'éloge de la série, la qualifiant d'« épopée à l'ancienne, sympa, avec des corps qui valsent ». Le critique Robert Bianco, d’USA Today, donne à la série 11⁄2 étoile sur 4, notant : « Manifestement, Netflix espère que vous verrez là un film de prestige à gros budget, dans le style des épopées fantastiques de HBO, mais en réalité, Marco (Polo) est bien plus proche d'une de ces aventures ringardes à destination d'un ensemble de diffuseurs internationaux ».

### Inexactitudes et entorses à la réalité historique
Si la série s'inspire de l'histoire de Marco Polo (1254-1324) – le Vénitien est resté à la cour du Khagan de 1274 (à l'âge de 20 ans) à 1291 (à l'âge de 37 ans) environ (voir article Marco Polo) –, elle comporte toutefois nombre d'inexactitudes et de libertés prises avec la réalité historique. Divers auteurs en font état,,,. En outre, les caractères des personnages historiques dont Marco Polo ne sont pas fidèles aux écrits de ce dernier.
Pour l'historien mongol, Batsukh Otgonsereenen, spécialiste de Kubilai Khan, « From a historical standpoint 20 percent of the film was actual history and 80 percent fiction. » (traduction : D'un point de vue historique, 20 % du film est de la vraie histoire et 80 % est de la fiction). Ainsi, l'épisode ou Kubilai tue son frère Ariq Boqa sur le champ de bataille, sous les yeux des soldats, est totalement inventé. Dans la série, la dynastie rivale des Song envoie à Kubilai une concubine chargée de tuer la reine. Or, selon Otgonsereenen, les Khans mongols n'épousaient ni ne prenaient jamais de concubines qui ne leur soient pas familières.
Dans Télérama, Pierre Langlais note que certains éléments de la biographie du Vénitien sont changés pour servir la narration, en particulier sa rencontre avec la princesse Cocachin, qui n'a lieu que des années plus tard.
Dans son livre, Marco Polo, qui est avare de ses pensées et sentiments en ce qui concerne les merveilles qu'il rencontre, ne dit rien sur d'éventuelles liaisons amoureuses : son histoire d'amour avec la princesse Cocachin dans la série est donc purement imaginaire et due aux scénaristes. De même, rien, dans Le Livre de Marco Polo, ne permet d’affirmer qu'il ait eu à résister à la tentation dans une chambre remplie de courtisanes nues ou qu’il ait appris les arts martiaux.